# Jota Sport
Jota Sport è una scuderia automobilistica britannica fondata nel 2000 da Sam Hignett e John Stack. Il team ha sede a Kent, una contea dell'Inghilterra a sud-est di Londra. Jota Sport ha vinto la 24 Ore di Le Mans nella classe LMP2 per tre volte, nel 2014, 2017 e 2022. Nel 2025 compete nel Campionato del mondo endurance come squadra ufficiale Cadillac, schierando due Cadillac V-Series.R.

## Storia
La prima vettura utilizzata dal team nel 2000 è stata la Honda Integra, costruita appositamente per le gare di endurance, con cui nel primo anno di attività il team partecipa alla 24 Ore del Nürburgring e alla 24 Ore di Spa. Nel 2002 viene acquistata una Pilbeam classe SR2 per competere nel FIA Sportscar Championship classe SR2, riuscendo a piazzarsi al secondo posto nello stesso anno e al terzo nel 2004.

### Zytek LMP1
Nel 2004 il team gareggia nella Le Mans Endurance Series con la prima auto del costruttore Zytek (Zytek 04S); nell'anno seguente partecipa alla sua prima 24 Ore di Le Mans, ma non riesce a terminare la gara a causa di un incidente. Nel 2006 Jota Sport diventa team ufficiale Zytek, competendo nella Le Mans Series e negli ultimi due round dell'American Le Mans Series. Come miglior risultato, il team ottiene un secondo posto alla Petit Le Mans.
Nel 2007 Jota si unisce con il team Charouz Racing System in una relazione che durerà due anni; il team utilizza la vettura Lola-Judd LMP1 durante la 24 Ore di Le Mans. Dal 2008 Jota entra nel campionato Porsche Carrera Cup GB e, già nel primo anno, ottiene tre vittorie chiudendo al secondo posto in campionato.

### Aston Martin GT
Per i due anni successivi, il team Jota compete nell'American Le Mans Series ed in altre serie GT. Nel 2010 il team diventa partner ufficiale di Aston Martin Racing; in particolare, gareggiando con una GT4 Aston Martin termina in prima posizione nella 24 Ore di Spa. Nel 2011 il team torna nella Le Mans Series iscritta nella classe GTE Pro, con la V8 Vantage GT2.

### Zytek LMP2
Nel 2012 Jota Sport torna a gareggiare con dei prototipi utilizzando nuovamente le vetture Zytek. Nello stesso anno partecipa alla European Le Mans Series con la LMP2 Zytek Z11SN motorizzata Nissan. Il team ottiene la vittoria nella 6 Ore di Spa-Francorchamps e, l'anno seguente, nella 6 Ore di Silverstone, chiudendo il campionato al terzo posto. Nel 2014, grazie a un ottimo trio di piloti formato da Simon Dolan, Oliver Turvey e Harry Tincknell, il team vince per la prima volta la 24 Ore di Le Mans nella classe LMP2; lo stesso anno Jota Sport termina quinto nella classifica generale.
Per la stagione 2015 la vettura Zytek viene sostituita con il nuovo prototipo Gibson 015S LMP2, sempre motorizzato Nissan. Inoltre Tincknell viene sostituito da Mitch Evans. Jota Sport gareggia così nella European Le Mans Series e in due gare del Campionato del mondo endurance. In quest'ultimo ottiene la vittoria nella 6 Ore di Spa-Francorchamps e il secondo posto nella 24 Ore di Le Mans.

### Collaborazione con G-Drive Corse
All'inizio della stagione 2016, il team Jota Sport annuncia la sponsorizzazione con la società energetica russa Gazprom, rinominando la scuderia come G-Drive. Nella European Le Mans Series gareggiano con la Gibson 015S, guidata da Simon Dolan, Giedo van der Garde e Harry Tincknell, mentre nel WEC utilizzano la Oreca 05, guidata da Roman Rusinov, Will Stevens e René Rast. Per la 24 Ore di Le Mans il team G-Drive porta entrambe le vetture, raggiungendo il secondo posto nella classe LMP2 con la Oreca 05.

### Collaborazione con Jackie Chan DC Racing
Nel 2017 Jota Sport collabora con il team cinese Jackie Chan DC Racing per portare due Oreca 07 LMP2 nel Campionato del mondo endurance. Con la vettura 38 guidata da Ho-Pin Tung, Oliver Jarvis e Thomas Laurent, il team vince per la seconda volta la 24 Ore di Le Mans nella classe LMP2. La collaborazione con Jackie Chan DC Racing continua fino al 2020, ottenendo altri due secondi posti nella 24 Ore di Le Mans.

### Oreca 07 LMP2
Dal 2021 il team Jota torna a correre da indipendente, gareggiando con due Oreca 07 nel WEC: la numero 28 guidata da Tom Blomqvist, Sean Gelael e Stoffel Vandoorne e la numero 38 guidata da Anthony Davidson, António Félix da Costa e Roberto González. Con la vettura 38 vince la 8 Ore di Portimão mentre con la numero 28 chiude al secondo posto nella 24 Ore di Le Mans e nella classifica finale. Per la stagione 2022 viene sostituito Davidson con Will Stevens, mentre sulla vettura numero 28 cambia tutto l'equipaggio: Jonathan Aberdein, Ed Jones e Oliver Rasmussen sono il nuovo trio di piloti. Il team riesce a vincere la 24 Ore di Le Mans nella classe LMP2 con la vettura numero 38.

### Team clienti Porsche LMDh
Nel giugno del 2022, Porsche presenta al Goodwood Festival of Speed la nuova 963 per competere nella massima classe del Campionato del mondo endurance. Successivamente viene annunciato Jota Sport come team cliente a partire dalla stagione 2023.

### Team Ufficiale Cadillac
Per la stagione 2025 del WEC lascia la Porsche per diventare team ufficiale della Cadillac, portando in pista due Cadillac V-Series.R.

## Risultati 24 Ore di Le Mans
| Anno | Team                  | N. | Auto                    | Pilota                                                      | Classe   | Giri | Pos. | Class Pos. |
| ---- | --------------------- | -- | ----------------------- | ----------------------------------------------------------- | -------- | ---- | ---- | ---------- |
| 2005 | Team Jota - Zytek     | 9  | Zytek 04S               | Sam Hignett John Stack Haruki Kurosawa                      | LMP1     | 325  | DNF  | DNF        |
| 2006 | Zytek Engineering     | 2  | Zytek 06S               | John Nielsen Casper Elgaard Philip Andersen                 | LMP1     | 269  | 24°  | 5°         |
| 2007 | Charouz Racing System | 15 | Lola B07/10 Judd        | Jan Charouz Stefan Mücke Alex Yoong                         | LMP1     | 338  | 8°   | 5°         |
| 2008 | Charouz Racing System | 12 | Lola B07/10 Judd        | Greg Pickett Klaus Graf Jan Lammers                         | LMP1     | 146  | DNF  | DNF        |
| 2011 | Jota Sport            | 79 | Aston Martin Vantage V8 | Sam Hancock Simon Dolan Chris Buncombe                      | GTE Pro  | 74   | DNF  | DNF        |
| 2012 | Jota Sport            | 38 | Zytek Z11SN Nissan      | Sam Hancock Simon Dolan Haruki Kurosawa                     | LMP2     | 271  | DNF  | DNF        |
| 2013 | Jota Sport            | 38 | Zytek Z11SN Nissan      | Simon Dolan Oliver Turvey Lucas Luhr                        | LMP2     | 319  | 13°  | 7°         |
| 2014 | Jota Sport            | 38 | Zytek Z11SN Nissan      | Simon Dolan Oliver Turvey Harry Tincknell                   | LMP2     | 356  | 5°   | 1°         |
| 2015 | Jota Sport            | 38 | Zytek Z11SN Nissan      | Simon Dolan Oliver Turvey Mitch Evans                       | LMP2     | 358  | 10°  | 2°         |
| 2016 | G-Drive Racing        | 26 | Oreca 05 Oreca          | Roman Rusinov Will Stevens René Rast                        | LMP2     | 357  | 6°   | 2°         |
| 2016 | G-Drive Racing        | 38 | Gibson 015S Nissan      | Simon Dolan Jake Dennis Giedo van der Garde                 | LMP2     | 222  | DNF  | DNF        |
| 2017 | Jackie Chan DC Racing | 37 | Oreca 07 Gibson         | David Cheng Tristan Gommendy Alex Brundle                   | LMP2     | 363  | 3°   | 2°         |
| 2017 | Jackie Chan DC Racing | 38 | Oreca 07 Gibson         | Ho-Pin Tung Thomas Laurent Oliver Jarvis                    | LMP2     | 366  | 2°   | 1°         |
| 2018 | Jackie Chan DC Racing | 37 | Oreca 07 Gibson         | Jazeman Jaafar Weiron Tan Nabil Jeffri                      | LMP2     | 361  | 8°   | 4°         |
| 2018 | Jackie Chan DC Racing | 38 | Oreca 07 Gibson         | Ho-Pin Tung Gabriel Aubry Stéphane Richelmi                 | LMP2     | 356  | 10°  | 6°         |
| 2019 | Jackie Chan DC Racing | 37 | Oreca 07 Gibson         | David Heinemeier Hansson Jordan King Ricky Taylor           | LMP2     | 199  | DNF  | DNF        |
| 2019 | Jackie Chan DC Racing | 38 | Oreca 07 Gibson         | Ho-Pin Tung Gabriel Aubry Stéphane Richelmi                 | LMP2     | 367  | 7°   | 2°         |
| 2020 | Jackie Chan DC Racing | 37 | Oreca 07 Gibson         | Ho-Pin Tung Gabriel Aubry Will Stevens                      | LMP2     | 141  | DSQ  | DSQ        |
| 2020 | Jota Sport            | 38 | Oreca 07 Gibson         | Roberto Gonzalez Antonio Felix da Costa Anthony Davidson    | LMP2     | 370  | 6°   | 2°         |
| 2021 | Jota Sport            | 28 | Oreca 07 Gibson         | Tom Blomqvist Sean Gelael Stoffel Vandoorne                 | LMP2     | 363  | 7°   | 2°         |
| 2021 | Jota Sport            | 38 | Oreca 07 Gibson         | António Félix da Costa Roberto Gonzalez Will Stevens        | LMP2     | 358  | 13°  | 8°         |
| 2022 | Jota Sport            | 38 | Oreca 07 Gibson         | Roberto Gonzalez António Félix da Costa Will Stevens        | LMP2     | 369  | 5°   | 1°         |
| 2022 | Jota Sport            | 28 | Oreca 07 Gibson         | Oliver Rasmussen Ed Jones Jonathan Aberdein                 | LMP2     | 368  | 7°   | 3°         |
| 2023 | Hertz Team Jota       | 38 | Porsche 963             | António Félix da Costa Will Stevens Ye Yifei                | Hypercar | 244  | 40°  | 13°        |
| 2023 | Jota Sport            | 28 | Oreca 07-Gibson         | Pietro Fittipaldi David Heinemeier Hansson Oliver Rasmussen | LMP2     | 316  | 24°  | 13°        |
| 2024 | Hertz Team Jota       | 12 | Porsche 963             | Callum Ilott Norman Nato Will Stevens                       | Hypercar | 311  | 8°   | 8°         |
| 2024 | Hertz Team Jota       | 38 | Porsche 963             | Jenson Button Philip Hanson Oliver Rasmussen                | Hypercar | 311  | 9°   | 9°         |